# Siergiej Rołdugin
Siergiej Pawłowicz Rołdugin (ros. Сергей Павлович Ролдугин; ur. 28 września 1951 w obwodzie sachalińskim) – rosyjski wiolonczelista, przedsiębiorca, bliski przyjaciel Władimira Putina.
Według śledztwa przeprowadzonego przez Międzynarodowe Konsorcjum Dziennikarzy Śledczych odpowiada za „przerzucenie” co najmniej 2 mld USD poprzez banki i spółki offshore w ramach tajnej siatki finansowej Putina. Brał także udział w „Pralni Trojki”, do której poprzez ten system wprowadził miliardy USD.
Decyzją z dnia 28 lutego 2022 Rada Unii Europejskiej nałożyła na Rołdugina sankcje w związku z aktywnym wspieraniem rosyjskich decydentów odpowiedzialnych za aneksję Krymu i destabilizację Ukrainy.